# Mausoleo Battenberg

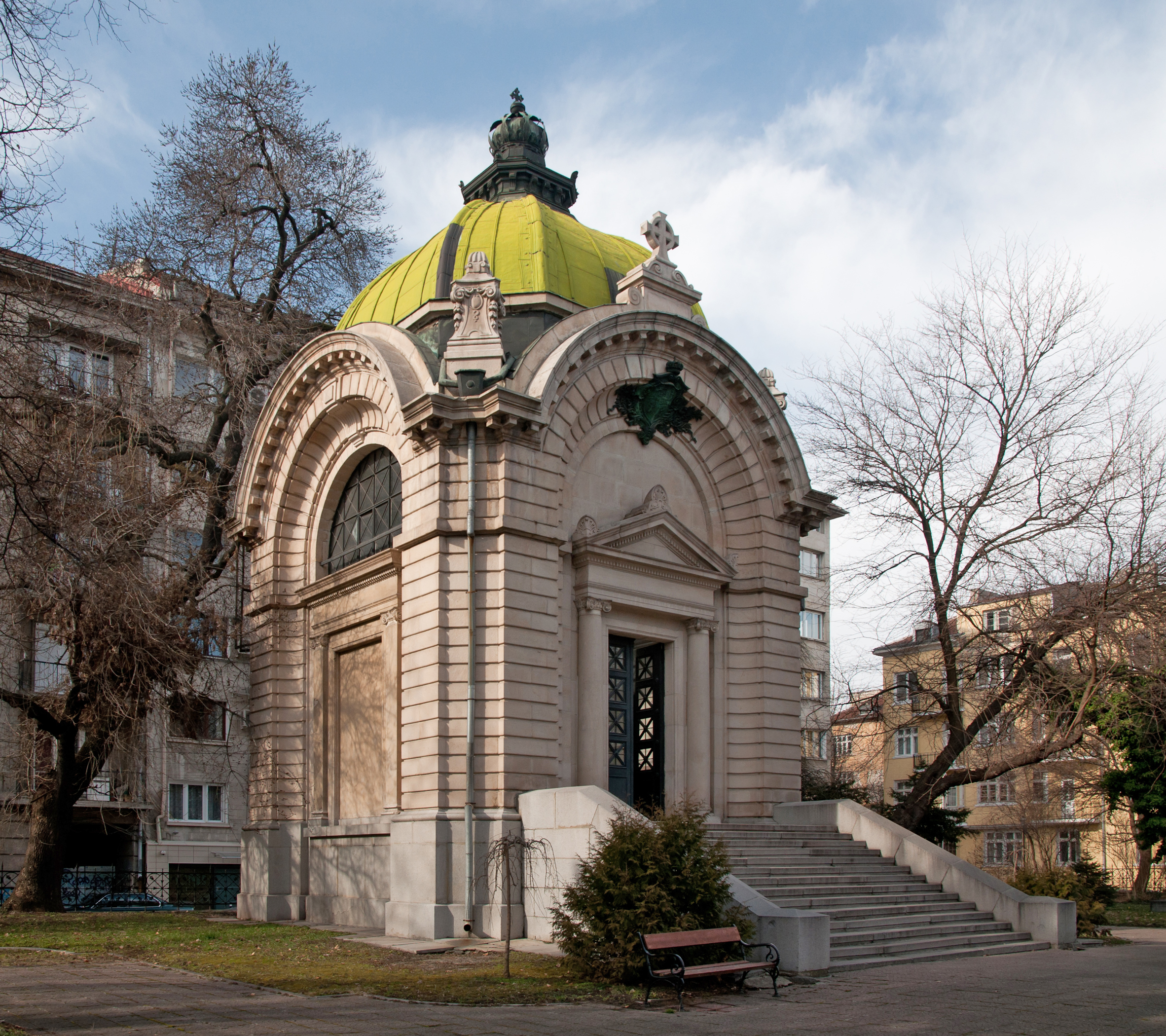
Mausoleo Battenberg.

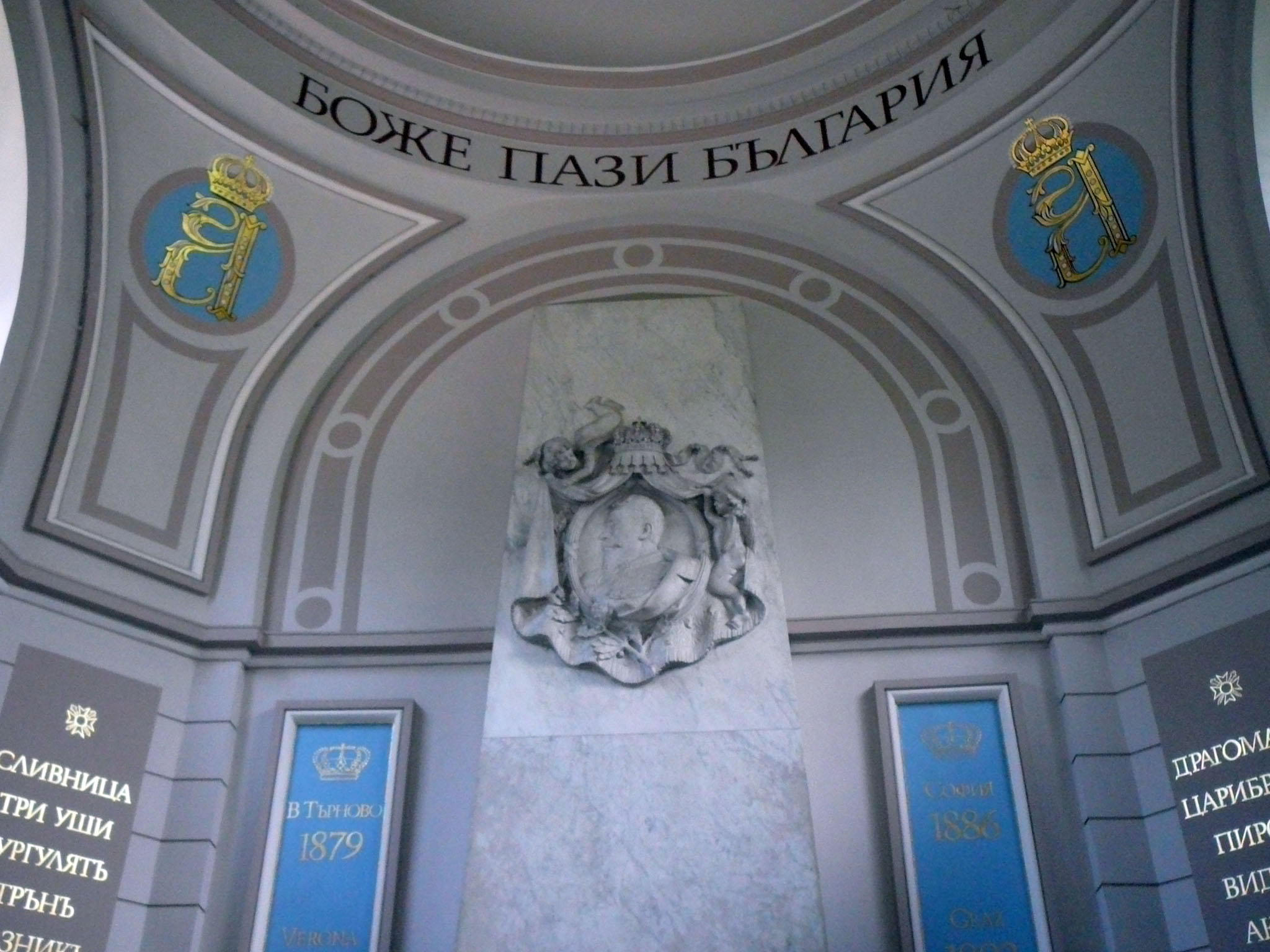
Interior del mausoleo.

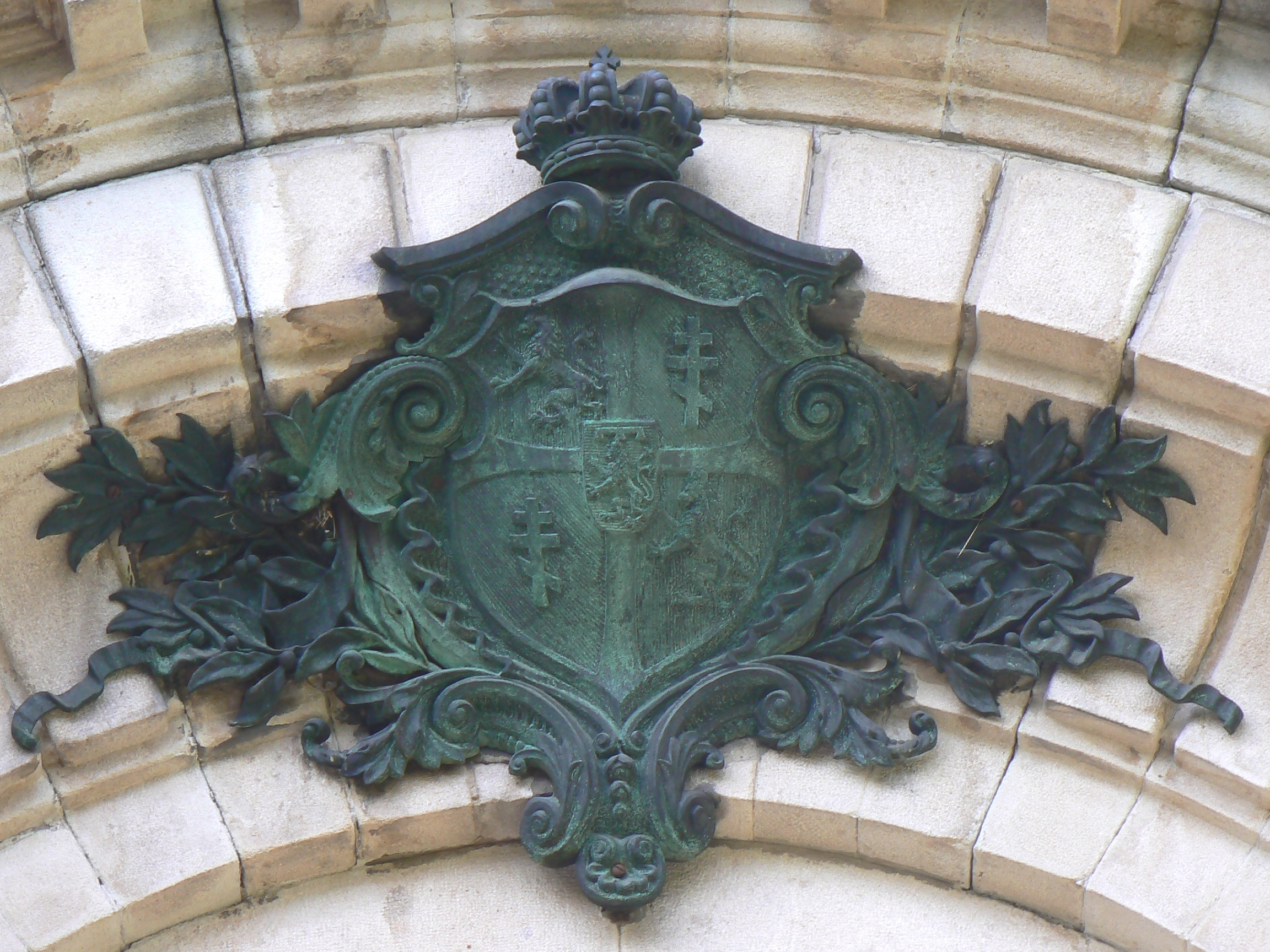
Detalle con del escudo familiar.

La Tumba Memorial de Alejandro I de Battenberg (en búlgaro: Гробница паметник „Александър І Батенберг“, Grobnitsa pametnik „Aleksandar І Batenberg“), más conocida como Mausoleo Battenberg (Мавзолей на Батенберг, Mavzoley na Batenberg) es el mausoleo y tumba del príncipe (Knyaz) Alejandro I de Battenberg primer gobernante de la moderna Bulgaria. El mausoleo está situado en el n.º 81 de la avenida de Vasil Levski en Sofía, Bulgaria.
Encargado a la arquitecto suizo Hermann Mayer, diseñado en estilo ecléctico (con elementos destacados del neo-barroco y neoclásico) se inauguró en 1897, el mausoleo mide 11 metros de altura y tiene una superficie de 80 m². El interior fue pintado por el artista búlgaro Haralampi Tachev. La tumba del príncipe está realizada en mármol de Carrara y sobre ella se encuentran unos querubines que sostienen un retrato del príncipe. A los lados se encuentran unas inscripciones que reflejan las victorias durante la guerra serbo-búlgara de 1885. Fue parcialmente renovado en 2005.
Cuando Alejandro murió en el exilio en Graz, Austria en 1893, fue inicialmente enterrado allí. Sin embargo, de acuerdo con su deseo, sus restos fueron trasladados a la capital búlgara. En la capital se le ofició un funeral de estado en el que estuvieron presentes el príncipe Fernando y su viuda Johanna Loisinger. Tras el funeral celebrado en la Catedral de Sveta-Nedelya su cuerpo fue trasladado a la iglesia de Sveti Georgi y de allí fue trasladado al mausoleo
El mausoleo fue cerrado entre 1947 y 1991, durante el régimen comunista en Bulgaria, pero posteriormente se volvió a abrir al público. Hoy en día, también exhibe algunas de las posesiones privadas de Alejandro y documentos, donados por su esposa en 1937. 